# St. Petersquelle
Die St. Petersquelle ist eine Thermalquelle in Vals im schweizerischen Kanton Graubünden. Sie ist im Besitz der Gemeinde.
Die Quelle entspringt der Gegend Rootahäärd (roter Herd). Bei Neubohrungen wurde ein neuer Mineralwasserstrom erschlossen. Dieser als «Neubohrung» bezeichnete Strom ist viel stärker mineralisiert als der Strom des «Felswassers», das in höheren Lagen als Thermalquelle aus dem Boden fliesst. 
Beim Bau des Hotelkomplexes in den 1960er Jahren wurden zwei neue Fassungen errichtet. Gefördert wurde Wasser mit Temperaturen von 20 °C und 23 °C. Im Jahr 1980 wurde eine tiefere Bohrung gegraben; sie liefert Wasser mit einer Temperatur 30 °C. Die Abfüllstation der Valser und der Therme Vals nutzen das Wasser dieser Fassungen je zur Hälfte. 

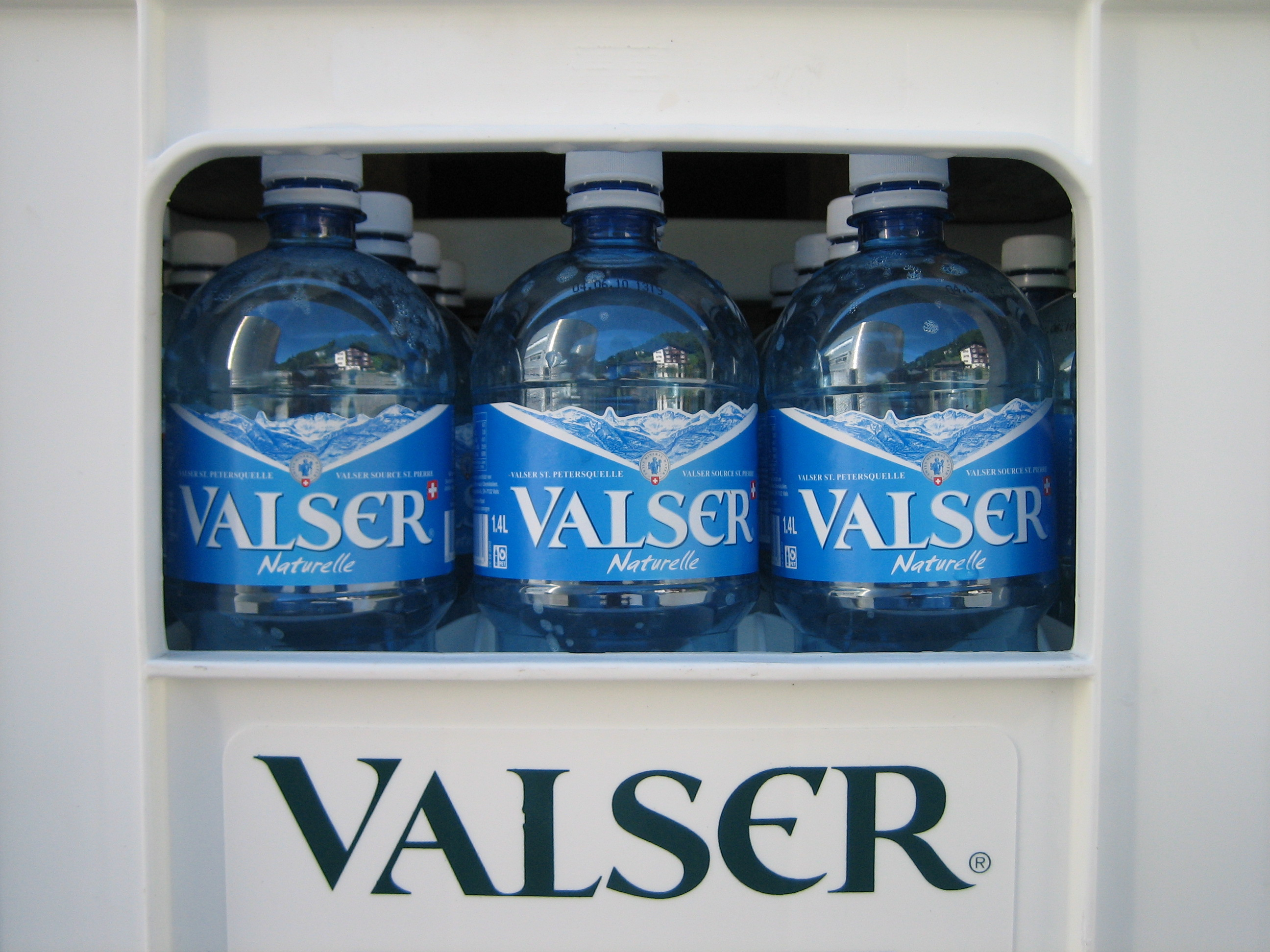
Valser

Die St. Petersquelle hat ihren Namen vom Patron Simon Petrus der Pfarrkirche in Vals. Erstmals urkundlich erwähnt wurde das Gebäude 1451. 1643 wurde die Kirche grösstenteils abgebaut, neu errichtet und bekam den zusätzlichen Patron Paulus von Tarsus.
Das Wasser der «Neubohrung» hat eine Gesamtmineralisation von ungefähr 1850 bis 1900 mg/l und gehört damit zu einem der am stärksten natürlich mineralisierten Wasser der Schweiz. Die  Mineralstoffe mit der höchsten Dosierung sind: Calcium 425 bis 436 mg/l, Magnesium 51 bis 54 mg/l, Natrium 10 bis 11 mg/l, Hydrogencarbonat etwa 386 mg/l, Sulfat etwa 990 mg/l. Vor allem wegen des hohen Calcium- und Magnesiumgehalts wird es sehr geschätzt.

## Geologie
Es gibt zwei Wasserströme mit unterschiedlicher Qualität. Der erste Strom «Felswasser» besteht aus Regenwasser, das auf dem Gipfel des Piz Serengasta versickert und entlang der diagonalen Erdschicht Gravadecke in einer Mélange nach unten läuft. Aufgrund einer Triasschicht, läuft es nicht in das Wasserreservoir des zweiten Stromes, sondern tritt ein wenig oberhalb dem Tal bereits wieder aus. Es war durchschnittlich nur 10 bis 30 Jahre unterwegs und ist sehr sulfathaltig. Vielfach vermischt es sich doch mit Wasser des zweiten Stromes, der durch den artesischen Druck den Weg durch das lockere Gestein in der Talebene gefunden hat und so ist je nach Bohrung das «Felswasser» unterschiedlich mineralisiert.
Beim zweiten Strom «Neubohrung» versickert das Regenwasser zwischen dem Val Serengasta und dem Beginn der Gravadecke. Das Wasser fliesst zwischen einer diagonalen Schicht Lugnezer Schiefer und der Gravadecke entlang. Die beiden Schichten sind eine natürliche Barriere und kanalisieren das Wasser. Während des Wegs in den Untergrund, wird das Wasser erwärmt und mineralisiert durch Gips- und Dolomit-Ablagerungen aus der Trias. Das Wasser sammelt sich schliesslich in etwa ein oder zwei Kilometer Tiefe und wird aus der tieferliegenden Suturzone durch Kohlenstoffdioxid zusätzlich mit Karbonaten versetzt und aufgrund des Gasdruckes (Kohlenstoffdioxids und Helium) auf die Mélange der Abdula-Decke gedrückt. Die Abduladecke ist eine kristalline Decke und somit eine weitere Wasserbarriere. Oberhalb dieser Decke befindet sich eine Triasschicht, die ebenfalls eine Wasserbarriere darstellt, und so vermischt sich das Wasser nicht mit dem ersten Strom. Das Valser Tal bei der Gegend der Quelle liegt sehr nahe dieser Decke, und so kann das Wasser dort durch einfache Bohrungen durch den artesischen Druck gewonnen werden. Das Regenwasser braucht nach der Versickerung je nach Weg zwischen zwei und zweihundert Jahren, bis es wieder hervortritt. Durchschnittlich war es 80 Jahre unterwegs.

## Geschichte
Die erste überlieferte Nutzung der Quelle stammt aus prähistorischer Zeit. Beim Bau der ersten Therme im Jahr 1893 wurde eine Zisterne gefüllt mit Tierknochen und Tonscherben aus der Bronzezeit gefunden. Ob sie zum Baden oder als Opferstätte gebraucht wurde, ist unbekannt.
Die erste urkundliche Erwähnung stammt aus dem Jahr 1670. Es handelt sich um einen Hinweis eines Verkaufs einer Parzelle einem Seckelmeister Philipp Rütima zum Badt. Im 17. Jahrhundert wurde herumgesprochen, dass die Quelle als gutes Badewasser für kalte Abenden gebraucht werden könnte. Eine Nutzung als Bad ist aber erst im 19. Jahrhundert dokumentiert. Seit dem 17. Jahrhundert ist das Wasser als Heilwasser bekannt. Die erste chemische Untersuchung stammt aus dem Jahr 1826. Das Mineralwasser wurde bereits 1873 an der Weltausstellung in Wien, 1883 an der Landesausstellung in Zürich und 1900 an der Weltausstellung in Paris vorgestellt bzw. ausgezeichnet.
Die Quelle wurde erst seit 1854 zum Baden genutzt. Es wurde der sogenannte Malakoff-Turm gebaut, mit einem 6–8 Fuss breiten und 12 Fuss tiefen Quellbasin. Der Turm wurde baufällig und das Wasser floss 1885 ungenutzt in den Valser Rhein. 1893 wurde das erste Kurhaus mit Logiermöglichkeiten gebaut. 1899 wurde eine ca. 12 Meter tiefe Fassung gebaut. Sie heisst in der Fachliteratur «Alte Fassung» und dort wurde vor allem austretendes Felswasser gefasst. Beim Bau der Hotel Therme in den Jahren 1962 bis 1964 wurden zwei neue Bohrungen für neue Fassungen gebaut. Es handelt sich um die 39 Meter tiefe Bohrung «Obere Fassung», die St. Jodersquelle genannt wurde und am Standort der «Alten Fassung» vorgenommen wurde. Sie fördert 23 °C warmes Wasser mit einer Gesamtmineralisation von 1.7 g/l. Sie befindet sich heute im Hotelkomplex und wurde renoviert, so dass das Wasser genutzt werden kann. Die zweite Bohrung «Untere Fassung», war eigentlich zuerst eine Testbohrung. Sie ist 47 Meter tief und fördert 20 °C warmes Wasser mit einer Gesamtmineralisation von 1.2 g/l. Diese wurde St. Petersquelle genannt. Diese wird nicht genutzt und fliesst in die Kanalisation. 1980/81 wurde eine «Neubohrung» in die tieferliegenden Schichten für die neue Abfüllanlage der Valser mit stärker mineralisiertem Wasser vorgenommen. Sie ist 95 Meter tief und fördert 30 °C warmes Wasser zu Tage und hat eine Gesamtmineralisation von 1.9 g/l.